# Jerzy Osiński (dziennikarz)
Jerzy Osiński (ur. 15 lutego 1906 w Warszawie, zm. 1 października 1982 tamże) – polski pilot balonowy, publicysta, dziennikarz, redaktor naczelny lotniczych czasopism, „Młody Lotnik” i „Skrzydlata Polska”.

## Życiorys
Już jako uczeń gimnazjum zainteresował się lotnictwem. Należał do Polskiego Lotniczego Związku Młodzieży, w którym zdobywał wiedzę lotniczą. W 1924 r. zdał maturę i studiował prawo na Uniwersytecie Warszawskim. Będąc studentem rozpoczął wydawanie czasopisma „Młody Lotnik", miesięcznika o tematyce lotniczej, w którym pełnił funkcję redaktora naczelnego i dziennikarza. W tym czasie czasopismo zyskało dużą popularność i przyczyniło się do rozwoju i popularyzacji sportu lotniczego w Polsce. Osiński był autorem hasła: „Akademicy na lotnisko”, pod tym hasłem powstały w Polsce akademickie aerokluby: w Krakowie, Lwowie, Poznaniu, Wilnie i Gdańsku liczące 339 członków. W 1927 r. był współorganizatorem pierwszego w Polsce Aeroklubu Akademickiego Warszawskiego, którego został wybrany prezesem i pełnił tę funkcję do 17 listopada 1929 roku. „Młody Lotnik” w 1930 r. przekształcił się w miesięcznik sportu lotniczego „Skrzydlata Polska” którego redaktorem naczelnym został Osiński i pełnił tę funkcję do 1939 r. Po wybuchu II wojny światowej w Turcji objął stanowisko sekretarza generalnego wytwórni samolotów zorganizowanej przez Polaków.

### Sport lotniczy
Osiński startował w zawodach lotniczych reprezentując Aeroklub Warszawski jako nawigator samolotowy brał udział po raz pierwszy w Lubelsko-Podlaskich Zawodach Lotniczych w 1931 r. z pilotem B. Skórzewskim na samolocie De Havilland DH.60 Moth (4 miejsce), w 1933, ponownie z pilotem Robertem Hirszbrandtem, na samolocie PZL-19 zajął 4 miejsce, w 1934 W Locie Północno-Wschodniej Polski zdobył I miejsce z pilotem Stefanem Iwanowskim na samolocie RWD-5. Ukończył kurs pilota balonowego, cywilną licencję otrzymał w 1936 r. W następnym roku wziął udział w IX Krajowych Zawodach Balonów Wolnych o Puchar im. płk. Aleksandra Wańkowicza, gdzie startował na balonie Syrena z Franciszkiem Janikiem (5 miejsce). W 1938 r. pilot balonu Jerzy Osiński i pomocnik pilota Walery Nowacki na balonie „Wisła” Aeroklubu Warszawskiego startuje w I Zawodach Balonowych Juniorów organizowanych przez Akademicki Aeroklub Warszawski. Pokonując 300 km w czasie 15 godz 25 min zdobył I miejsce.

### Okres powojenny

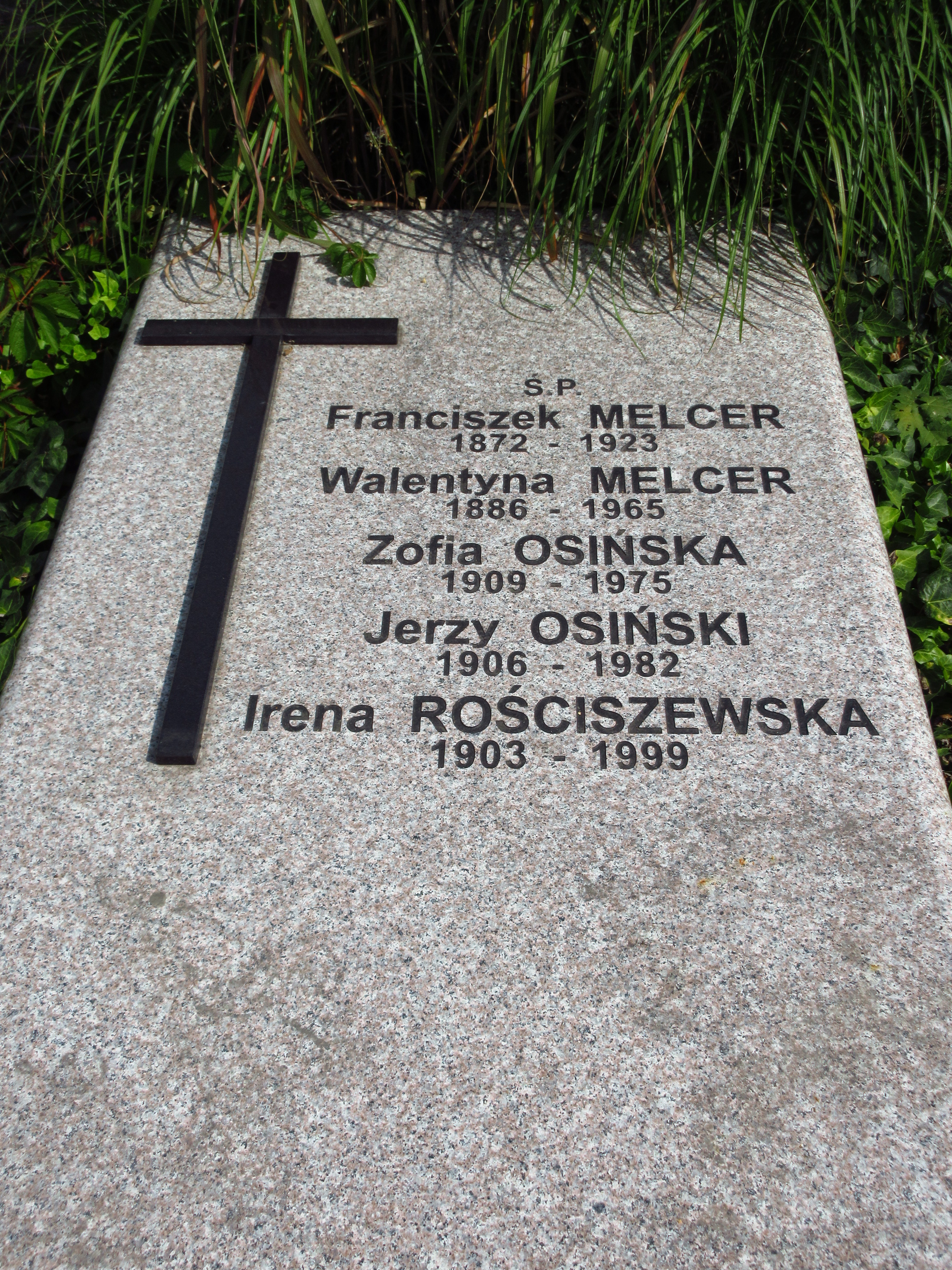
Grób Jerzego Osińskiego na Cmentarzu Bródnowskim

Po zakończeniu wojny wrócił do kraju, udzielał się w Aeroklubie Warszawskim. W 1946 r. w Warszawie na lotnisku mokotowskim odbyły się, pierwsze w Polsce po zakończeniu II wojny światowej, zawody modeli latających zorganizowane przez Jerzego Osińskiego. W tych zawodach uczestniczyło 100 modelarzy i 200 modeli. Podczas tworzenia Ligi Lotniczej w 1946 roku był przewodniczącym Komisji Sportowej w komitecie organizacyjnym, w którym znajdowali się reprezentanci organizacji społecznych, zawodowych i młodzieżowych działających w kraju. W 1947 na XVI Walnym Zgromadzeniu członków Aeroklubu Warszawskiego po raz drugi został wybrany prezesem i pozostał nim do 17 stycznia 1955. Jako wykładowca pracował na Wyższej Szkole Inżynierskiej w Szczecinie. W 1952 opracował podręcznik „Transport Lotniczy” wydany przez Wydawnictwa Komunikacyjne. W tym samym roku otrzymał pracę w Departamencie Lotnictwa Cywilnego Ministerstwa Komunikacji na stanowisku kierownika planowania, następnie objął stanowisko kierownika działu ekonomicznego w Krajowym Związku Transportu. W 1956 r. został wybrany prezesem Klubu Seniorów Lotnictwa. Międzynarodowa Federacja Lotnicza w 1977 roku wyróżniła Osińskiego dyplomem Paula Tissandiera za wyjątkowy wkład w dziedzinie lotnictwa. W 1981 powstała idea postawienia pomnika dla upamiętnienia profesorów Politechniki Warszawskiej udziału grupy pracowników naukowych tej uczelni w pracach nad rozszyfrowaniem systemu sterowania niemieckimi pociskami rakietowymi V1 i V2. Jerzy Osiński był członkiem Komitetu budowy pomnika i jako prezes Warszawskiego Klubu Seniorów Lotnictwa podjął decyzję afiliowania Komitetu budowy pomnika przy klubie aby komitet mógł działać legalnie pomimo nieprzychylności władz państwowych. Pomnik poświęcony udziałowi profesorów Politechniki Warszawskiej w akcji V1 i V2 odsłonięto po śmierci Osińskiego w 1991 r. Jerzy Osiński zmarł w 1982 roku, pochowany jest na Cmentarzu Bródnowskim w Warszawie (kwatera 42C-2-10).

## Ordery i odznaczenia
- Srebrny Krzyż Zasługi (16 marca 1933)[11]

## Wyróżnienia
- Honorowy Członek Aeroklubu Warszawskiego
- Zasłużony Działacz Lotnictwa Sportowego (1966)
- Dyplom Paula Tissandiera (1977)